# Église Santa Maria in Valle Porclaneta
L'église Santa Maria in Valle Porclaneta  (en italien, Chiesa di Santa Maria in Valle Porclaneta) se situe à Rosciolo, frazione de Magliano de' Marsi, une ville située dans la province de l'Aquila dans les Abruzzes.

## Historique
L'église, qui est d'origine bénédictine, se situe sur les pentes du mont Velino. Elle faisait probablement partie d'un couvent aujourd'hui disparu. Sa construction, œuvre d'un certain Nicolò, date de  1048 sous la forme simplifiée du premier art roman avec des influences byzantines. Par la suite elle a été offerte à l'Abbaye de Montecassino.

## Description

### Extérieur
C'est un édifice de forme romane avec des influences byzantines.
Le portique qui précède la façade a été rajouté en lieu et place d'un cloître alors détruit.
L'accès à l'église se fait par l'intermédiaire d'un portail ogival avec tympan qui comporte une fresque de la Madonna delle Grazie de l'école ombro-toscane du XVe siècle. Le côté droit présente un corps longitudinal rajouté et situé à un niveau inférieur. 
Au XIIIe siècle, l'abside polygonale a été enrichie par un ensemble de petites colonnes finement sculptées, sur des grandes corniches sur trois niveaux et par un couronnement de petites bandes lombardes.
Les petites colonnes du niveau intermédiaire ont des lions stylophores. 
À l'époque gothique (XIVe siècle) a été rajoutée à l'édifice une fenêtre bifore flanquée par deux petites monofores.

### Intérieur
L'église, qui comporte une nef et deux collatéraux, conserve à l'intérieur un ambon attribué à Nicodemo da Guardiagrele, sculpté avec des motifs d'influence orientale et byzantine avec des scènes bibliques ; un ciborium avec des incrustations d'inspiration mauresque, une iconostase en bois soutenue par quatre petites colonnes avec chapiteaux décorés et colonnes tortillées ajoutés au cours de la première moitié du XIIe siècle. 
Sur la droite de l'entrée, recouvert par un arc sur petites colonnes d'époque postérieure se trouve le sarcophage de Nicolò qui a été le réalisateur de l'édifice comme l'atteste une inscription « OPUS EST FATUM NICOLAUS Q. IACET HIC ». 
Le bas-relief au centre représente un Agnus Dei entre deux anges ; sur les côtés un coq et un sphinx à visages humains barbus. 
Les piliers présentent des chapiteaux ornés de thèmes décoratifs issus d’éléments classiques. Leur face postérieure ainsi que divers murs sont décorés à fresque de saints et de madones d'époque gothique.
L'église est partagée en deux par une iconostase remontant à la moitié du XIIe siècle. Au-dessus d'un sabot en pierre sont posées quatre petites colonnes dont les deux centrales sont en partie cannelées et en partie tortillées, soutenant une architrave en bois sculpté. 
Sur la partie droite du sabot sont insérées des plaques en pierre sculptées de figures d'oiseaux, un lion, un griffon et un dragon assemblées de manière aléatoire. 
Sur le côté gauche les bas-reliefs représentent des rinceaux contournant des arcades aveugles. 
L'architrave est sculptée avec des motifs à arcs aveugles entre des bandes décorées de motifs à thèmes végétaux ; de larges tondi se trouvent dans la bande inférieure. 
La partie centrale, relevée, présente des arcs plus amples surmontés par une séquence de petits arcs délimités par deux chérubins.
L'ambon est adossé au deuxième pilier de gauche. Il est soutenu par quatre petites colonnes polygonales et doté d'un escalier d'accès. Une inscription sur le parapet de l'escalier l'attribuent à Roberto et Nicodemo qui l'a réalisé en 1150. 
Deux chapiteaux présentent des figures humaines qui tiennent des petites palmes qui s'enchevêtrent de manière sinueuse ; les deux autres ont des décorations d'inspiration byzantine.
Sur le parapet de l'escalier où se trouvent les inscriptions qui attribuent l'œuvre « INGENII CERTUS VARII MULTIQUE ROBERTUS HOC LEVIGATARUM NICODEMUS ATQUE DOLATARUM ... MILLENUS CENTENUS QUINQUE DENUS EUM FUIT HOC FACTUM FLUX SEPTEM... VI MENSIS OCTOBER », sont représentés des épisodes du Livre de Jonas.
Grâce aux caractéristiques stylistiques similaires, le ciborium est attribué au même atelier. Deux arcs trilobes sont posés sur quatre colonnes au-dessus desquels deux tambours octogonaux sont percés par de minuscules loges. 
Les côtés du ciborium sont décorés de scènes de chasse ; des archers visent un griffon et un cerf ; des figures humaines perdues dans la végétation et menacées par de monstrueux animaux, symboles de l'âme humaine confrontée aux tentations du péché. 
Comme pour l'ambon, les décors du ciborium associe les thèmes décoratifs issus de l'Antiquité classique avec d'autres provenant du monde byzantin.

## Œuvres
- Vierge à l'Enfant allaitante ;
- Madonna del pettiroso (1444) ;
- Madonna Incoronata;
- Saint Michel, Vierge, Léonard (triptyque ) ;
- Madonna delle grazie ;
- Saint Antoine Abbé ;
- Sainte Lucie ;
- Saint Michel Archange ;
- Crucifixion.

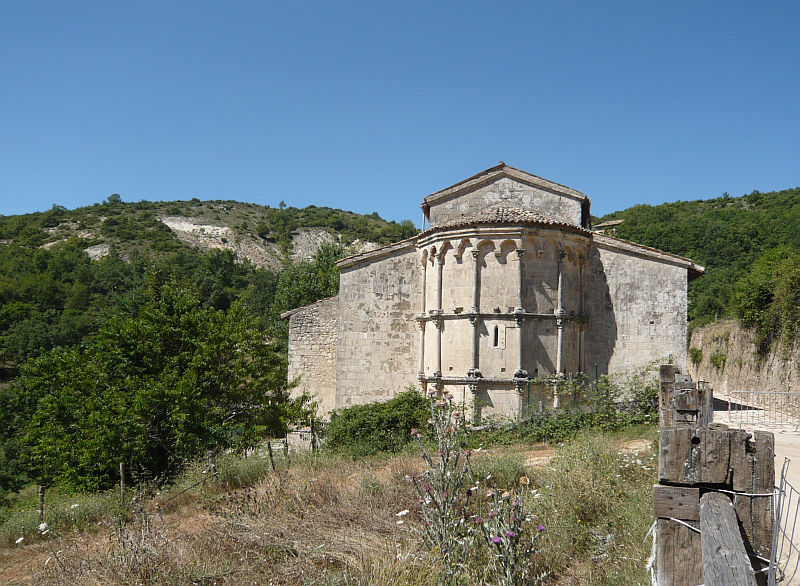
Abside
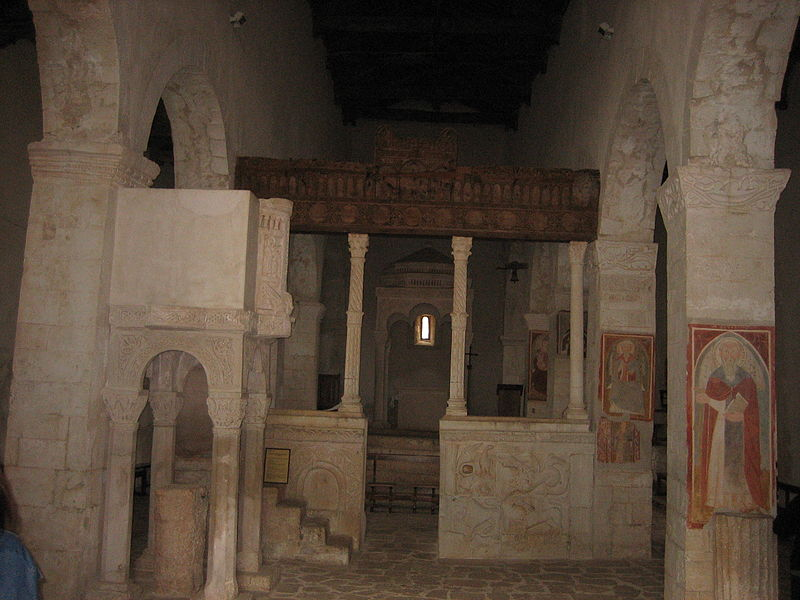
Intérieur
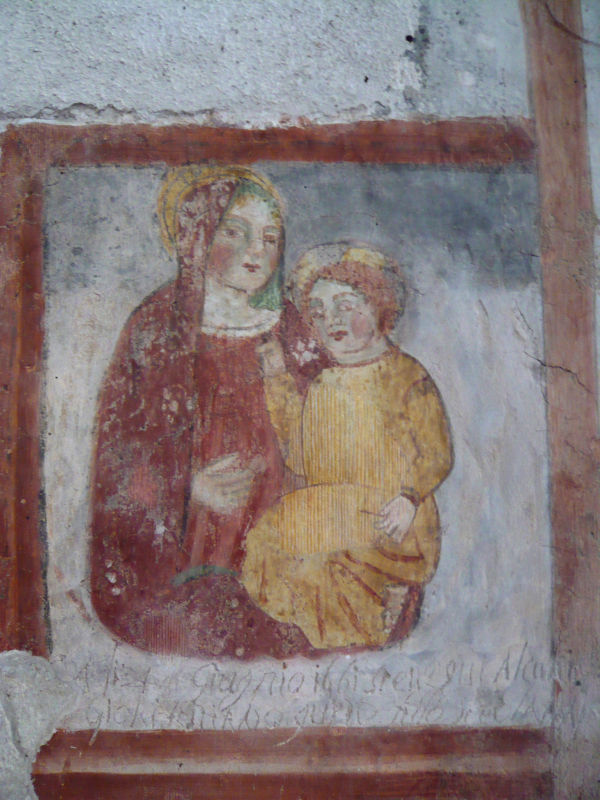
Vierge à l'Enfant
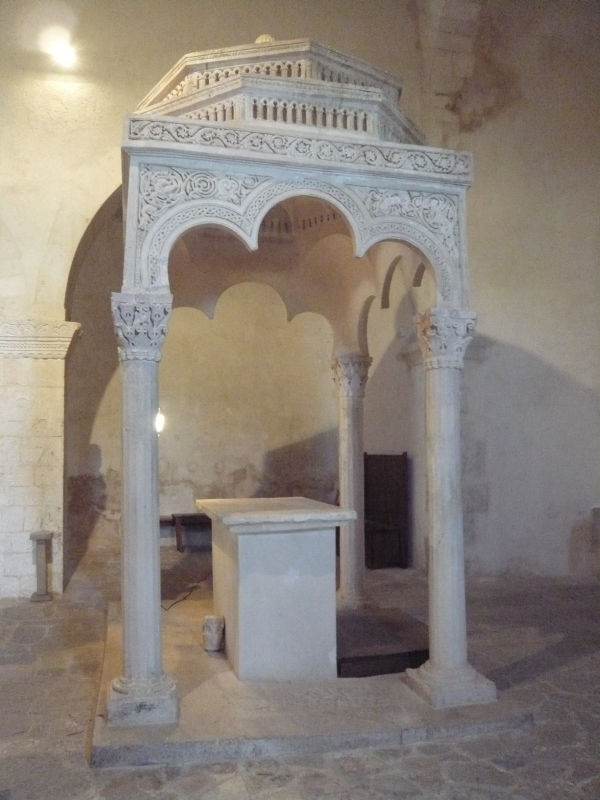
Ciborium
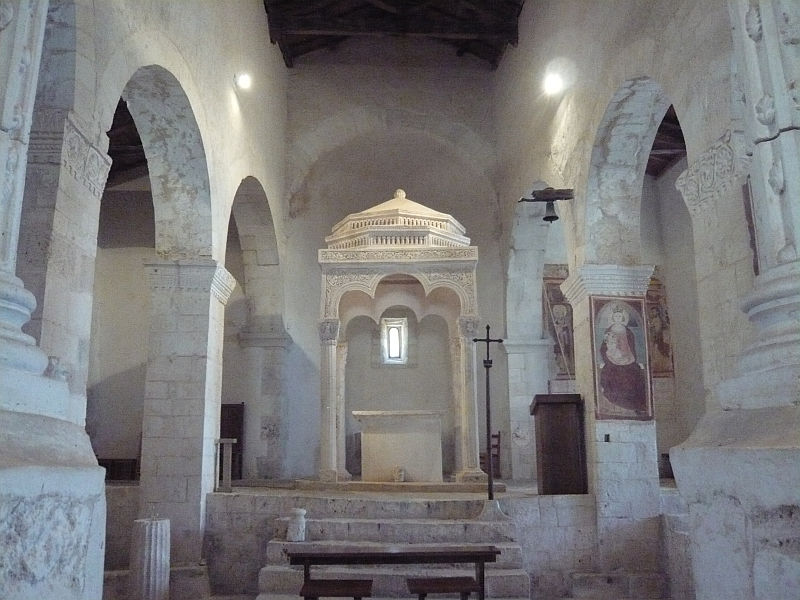
Ambon

## Sources
- Voir liens externes